# Asociación Nacional de Guías Scouts del Ecuador
L'Asociación Nacional de Guías Scouts del Ecuador è l'associazione del guidismo in Ecuador. Il guidismo in Ecuador fu fondato nel 1919 e l'organizzazione divenne un membro del WAGGGS nel 1966.

## Programma
L'associazione è divisa in quattro branche in rapporto all'età:
- Alitas (7 - 10 anni)
- Juniors (11 - 13 anni)
- Cadetes (14 - 16 anni)
- Guías Mayores(16 - 18 anni)

## Emblema
Nel distintivo dei membri dell'Asociación Nacional de Guías Scouts del Ecuador è presente il "Mitad del Mundo", monumento rappresentante l'equatore.